# Cessy-les-Bois
Cessy-les-Bois ist eine französische Gemeinde mit 114 Einwohnern (Stand 1. Januar 2022) im Département Nièvre in der Region Bourgogne-Franche-Comté (vor 2016 Bourgogne). Sie gehört zum Arrondissement Cosne-Cours-sur-Loire und zum Kanton Pouilly-sur-Loire (bis 2015 Donzy). Die Einwohner werden Cessycois und Cessycoises genannt.

## Nachbargemeinden
Cessy-les-Bois liegt etwa 35 Kilometer nordnordöstlich von Nevers.
Nachbargemeinden von Cessy-les-Bois sind Colméry im Norden und Osten, Saint-Malo-en-Donziois im Osten und Südosten, Châteauneuf-Val-de-Bargis im Süden, Sainte-Colombe-des-Bois im Westen sowie Donzy im Nordwesten.

## Bevölkerungsentwicklung

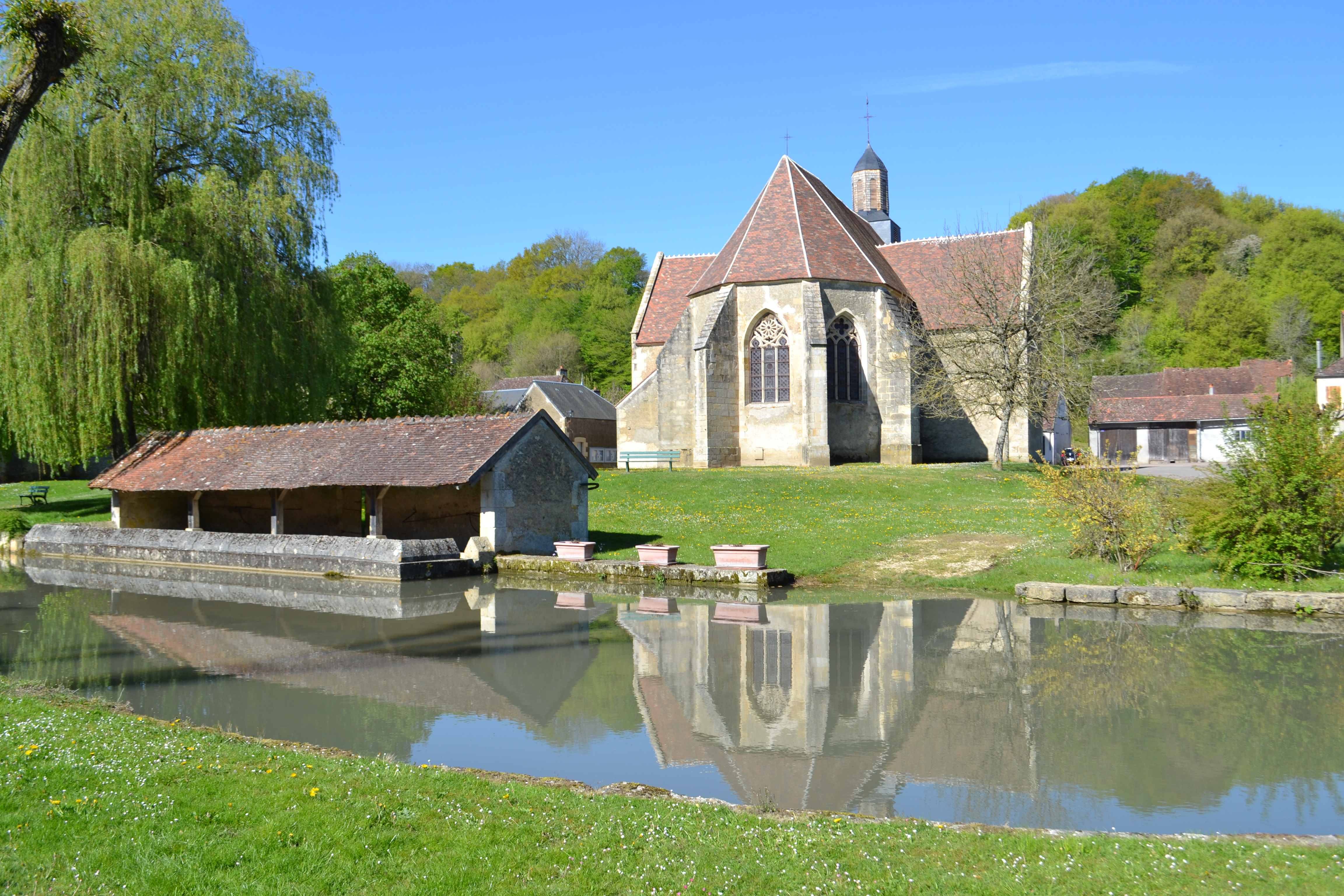
Kirche Saint-Christophe

| Jahr                       | 1962 | 1968 | 1975 | 1982 | 1990 | 1999 | 2006 | 2011 | 2016 |
| Einwohner                  | 223  | 196  | 156  | 134  | 113  | 107  | 124  | 119  | 97   |
| Quellen: Cassini und INSEE |      |      |      |      |      |      |      |      |      |

## Sehenswürdigkeiten
- Kirche Saint-Christophe aus dem 16. Jahrhundert, seit 1971 als Monument historique eingeschrieben
- Ruine des Priorats, 1569 zerstört